# Mormon (papillon)
Apodemia mormo
Espèce
Le Mormon (Apodemia mormo) est une espèce de lépidoptères (papillons) de la famille des Riodinidae et du genre Apodemia.

## Dénomination
Apodemia mormo a été nommée par Cajetan Freiherr von Felder et Rudolf Felder en 1859.
Synonymes : Lemonias mormo C. & R. Felder, 1859 ; Chrysobia mormo ; Dyar, 1903

### Noms vernaculaires
Le Mormon se nomme Mormon Metalmark en anglais.

### Sous-espèces
- Apodemia mormo mormo
- Apodemia mormo autumnalis Austin, 1998
- Apodemia mormo cythera (Edwards, 1873)
- Apodemia mormo deserti Barnes & McDunnough, 1918
- Apodemia mormo dialeuca Opler & Powell, 1962
- Apodemia mormo langei Comstock, 1938
- Apodemia mormo maxima (Weeks, 1891)[1].

## Description
Le Mormon est un papillon au-dessus d'une couleur variant du marron foncé avec aux antérieure la partie basale du bord costal orange à cuivre foncé, orné d'une ligne submarginale de petit points blancs et de rangées de taches blanches. Son envergure varie entre 22  et   33 mm
Le revers est plus clair, marron avec aux antérieures une partie basale orange et de nombreuses taches blanches.

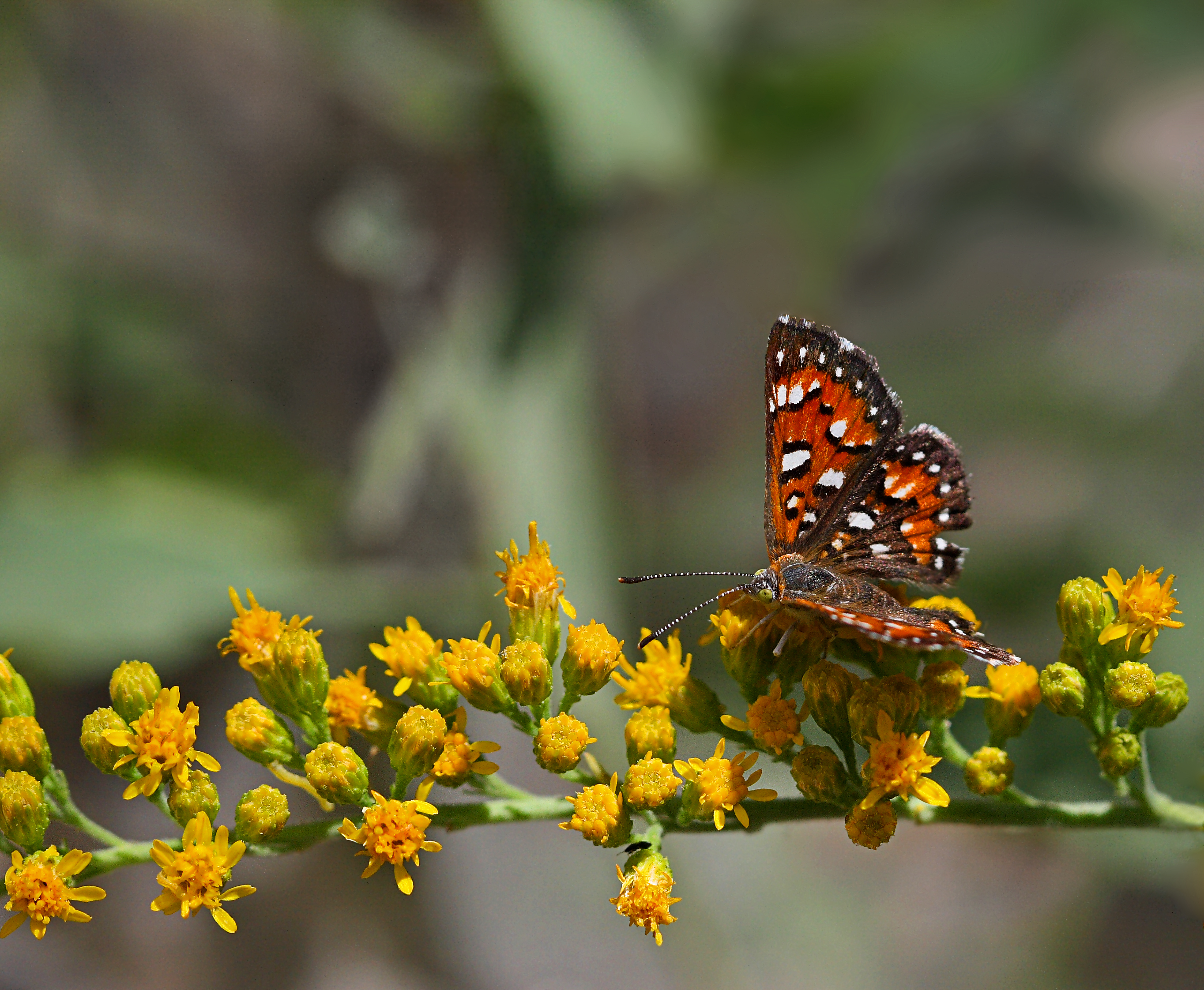
Apodemia mormo

## Chenille
La chenille est de couleur violette ornée de courtes épines noires à base ocre.

## Biologie

### Période de vol et hivernation
Le Mormon vole de juillet à septembre dans le nord, de mars à octobre dans le sud.
Les chenilles ne sortent que la nuit.

### Plantes hôtes
Les plantes hôtes des chenilles sont des Eriogonum, Eriogonum multiceps, Eriogonum niveum et Eriogonum wrightii pour Apodemia mormo mormo, Eriogonum microthecum, Eriogonum umbellatum, Eriogonum wrightii pour Apodemia mormo cythera, Eriogonum deflexum, Eriogonum inflatum, Eriogonum insigne, Eriogonum nudum pour Apodemia mormo deserti, Eriogonum kennedyi pour Apodemia mormo dialeuca,.

## Écologie et distribution
Le Mormon est présent dans l'Ouest de l'Amérique du Nord, au Canada (du Sud de la Colombie-Britannique jusqu'au Saskatchewan) et aux États-Unis dans l'État de Washington, l'Oregon, la Californie, le Nevada, une partie du Montana, de l'Idaho et du Wyoming, en Utah, au Colorado, en Arizona et au Nouveau-Mexique,.

### Biotope
Il réside dans des lieux arides variés.

### Protection
Seule la sous-espèce Apodemia mormo langei uniquement présente dans l’Antioch Dunes National Wildlife Refuge en Californie est en danger. Les habitats doivent être conservés.

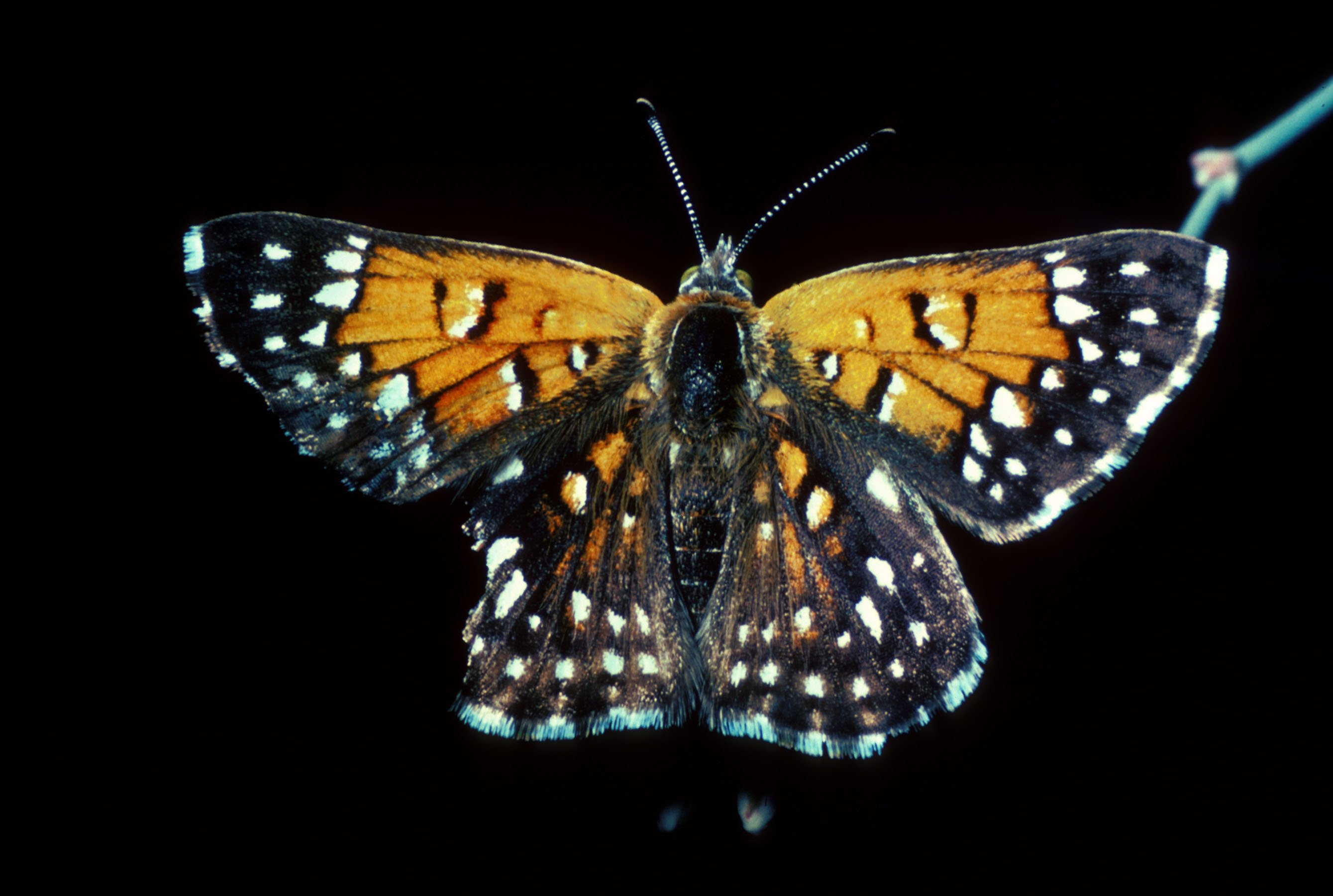
Apodemia mormo langei